# The Art of Love
The Art of Love è un album della cantante tedesca Sandra, pubblicato il 23 febbraio 2007 dall'etichetta discografica EMI.
L'album è stato promosso dai singoli The Way I Am, What Is It About Me e All You Zombies.

## Tracce
CD (Electrola 0946 3 85387 2 1 (EMI) / EAN 0094638538721)
1. What D'Ya Think of Me – 4:34 (Jens Gad, Sandra Cretu)
2. The Way I Am – 3:31 (Andru Donalds, Jens Gas, Sandra Cretu)
3. The Art of Love – 4:14 (Jens Gad, Sandra Cretu)
4. What Is It About Me – 3:54 (Jens Gad, McKenzie, Sandra Cretu, Winstone)
5. Dear God... If You Exist – 4:27 (Jens Gad, Sandra Cretu)
6. Silence Beside Me – 3:38 (Jens Gad, Sandra Cretu)
7. Once Upon a Time – 4:52 (Jens Gad, Fabrice Cuitad, Sandra Cretu)
8. Put Your Arms Around Me – 5:05 (Rick Nowels, Sinead O'Connor)
9. What's Left to Say – 4:36 (Jens Gad, Fabrice Cuitad, John Fischer)
10. Casino Royale – 3:51 (Billy Steinberg, Rick Nowles, Marie Claire D'Ubaldo)
11. Love Is the Prince (feat. DJ Bobo) – 3:23 (Steven Levis, Morrison Long)
12. Shadow of Power – 3:36 (Jens Gad, Fabrice Cuitad, Sandra Cretu)
13. All You Zombies – 5:03 (Rob Hyman, Eric Bazilian)

Durata totale: 54:44

## Classifiche
| Classifica (1981) | Posizione raggiunta |
| ----------------- | ------------------- |
| Germania          | 16                  |
| Svizzera          | 88                  |
| Francia           | 159                 |